# 曽田博久
曽田 博久（そだ ひろひさ、1947年10月23日 - ）は、日本の映画・テレビドラマ作品の脚本家、小説家。特にスーパー戦隊シリーズでは参加17作品、メインライター担当9作品、執筆本数399本はいずれもシリーズの最多記録である。
島根県簸川郡大社町（現：出雲市）出身、在住。横浜国立大学工学部中退。　

## 経歴
大学時代は新左翼の活動家だったが内ゲバの激化に嫌気がさして、学校に通うのも嫌になり、「宮大工になるか、古美術商を目指すか、それとも陶芸家を目指そうか」と進路を迷っていた。そんな時に立ち寄った本屋でたまたま月刊誌『シナリオ』を手にとり、「これなら書けそう」と“勘違い”して、シナリオライターになることを決意。脚本家の松浦健郎に弟子入りする。タツノコプロの企画を仕切っていた鳥海尽三も松浦の弟子であったことから、同社の『アニメンタリー 決断』第18話「山本五十六の死」において、松浦との共作名義で脚本家デビューを果たす。後に、松浦の紹介で東映制作の『非情のライセンス』に関わったことから、東映プロデューサーの吉川進と出会い、吉川担当の『キカイダー01』など特撮脚本に携わり始める。
スーパー戦隊シリーズでは1975年の『秘密戦隊ゴレンジャー』から1981年の『太陽戦隊サンバルカン』までサブを務め多くの回を執筆、1982年の『大戦隊ゴーグルファイブ』より、宇宙刑事シリーズに移動した上原正三の後を受けてスーパー戦隊シリーズのメインライターに就任。鈴木武幸プロデューサーのとのコンビで、以後1990年の『地球戦隊ファイブマン』まで9年連続でメインライターを務め、シリーズのドラマ面を強化するとともに数々の新路線を導入し作品を支えた。
『ファイブマン』終了後は『暴れん坊将軍』などの時代劇やVシネマ作品、先輩筋の城山昇の紹介で超長寿アニメ『サザエさん』を執筆。
『サザエさん』の脚本執筆終了後は、自身初参加となるメタルヒーローシリーズ（『特捜ロボ ジャンパーソン』『ブルースワット』）を経て、1994年の『忍者戦隊カクレンジャー』より再び戦隊シリーズにサブライターとして復帰を果たしたが、結果的には特撮作品への参加は1997年オンエアーの『激走戦隊カーレンジャー』第44話「不屈のチキチキ激走チェイス!」が最後となった。
1997年にはカプコンのゲームクリエイター・岡本吉起や、同じ脚本家として東映の特撮ドラマに関わった杉村升らと共にフラグシップの設立に参加。取締役を務める傍ら多数のゲームシナリオを執筆した（同集団は2007年に解散）。
2005年1月、『新三郎武狂帖・千両帯』（角川春樹事務所）で時代小説家としてもデビューを飾り、2010年10月の『いのちの秋　同行二人長屋物語』を最後に11年以上新作小説が途絶えていたが、近年Amazon Kindleにて長編を続々と刊行している。

## 作風・エピソード
- 学生運動においては同級生が捕まったり殺されたという経験があったようで、人を信じることが大事と述べる[4]。一方「僕は人間を素直に見ない。否定的に見てしまう。そういう視点があるんだよね」と語り、それは時代の影響や学生運動の経験によるものだという。「学生運動の、思想が違うということで戦いになってしまうというのをどこかずっと引きずってた」ゆえに、「最終的にはどんなに考えが違っていても、認めなくてはいけない」と考え、「内ゲバ的に力で抹殺したり、封じ込めちゃったりしては絶対にいけない」との思いが『電撃戦隊チェンジマン』などの展開に投影されている[3]。
- シナリオライターになった当初は、「反体制派だから、シナリオ書いていても面白くないのよ（…）こんなことして何の価値があるのかなって」と思っていた。また、特撮を書くことにも抵抗があった。『電子戦隊デンジマン』の頃に結婚し、真剣にライターになろうと思い始めたという[3]。
- 執筆活動に影響を与えた映像作品として宮本輝原作・小栗康平監督の映画『泥の河』（1981年1月公開）を挙げている。テレビライターの仕事に「慣れきってしまっていたときに東映の試写室でこの作品を見て、初心に返ろうと心を新たにさせてくれた作品なんです。作家は安定した生活に安住してはいけない。ゼニカネではない。志なくして、どうして作家と言えようか。そんな気持ちを思い出させてくれました」と述懐している。自身も脚本を書いた作品では、「刑事くん」や「花の子ルンルン」、「エルドラドゲート」がお気に入り[4]。

### スーパー戦隊関連
- 戦隊を執筆するにあたって「最初から最後までアクション一辺倒で何もないような内容になりかねない。それじゃあまりにも書いてもむなしいし（…）子ども心にも残るようなドラマを入れてやろうという思いは常にあった」という。またアクションは「一番苦手」なジャンルであると語る[3]。
- メイン初期の戦隊シリーズである『大戦隊ゴーグルファイブ』と『科学戦隊ダイナマン』は試行錯誤で書いていたが、『超電子バイオマン』のシャープなデザインを見て「今回はイケル」と思い、「軌道に乗ったという感じ」でシナリオが書けるようになったと語っている。メインで手掛けた作品の中では、『電撃戦隊チェンジマン』は「自分の中で一番バランスよく書けたという思いがありますね」と語っている。また『超獣戦隊ライブマン』に関しては「追加メンバーの2人を描ききれなかったのは残念でしたね」と語っている[3]。ただし『光戦隊マスクマン』終了直後の書籍（講談社）のインタビューでは「強いて好きな作品を上げるとするなら『マスクマン』でしょうね」と語ったこともある[6]。
- メインライターの時代は、取材の意味で「最新のSFとかミステリーなどをチェックするように」していたという[7]。ただし本人がもっとも好きなのは時代小説で、南原幹雄、藤沢周平、中里介山などを愛読してきた[3]。
- 『秘密戦隊ゴレンジャー』の頃は打ち合わせも無く楽だったという。自身がメインライターとなってからは打ち合わせを導入した[8]が、作品を重ねるごとに会議が長引くようになって「つらかった。やはりなかなか新しいアイデアが出にくくなっていたんでしょう」と回想し、「この会議の間に一本書けたのにと思うこともありましたよ（笑）」とも話している[7]。メイン最終作の『地球戦隊ファイブマン』の頃は、満身創痍で苦しみながら執筆したという[9]。
- 『秘密戦隊ゴレンジャー』の野球仮面の回や牛靴仮面の回などコミカルな脚本に関しては、シニカルで生真面目な性格であるところからおふざけに逃げたとも語っている。対して救いようのない悲劇的な終わり方も多いが、これについては「書いた本人が一番後味良くない（…）こうしかならないよなって」と語る。また『超電子バイオマン』のサタンメガスの回など自己犠牲で誰かを救う展開については、「お子様ドラマ」で「やっぱり逃げている」としており、「他の普通ドラマでそんなに簡単に死ぬのか、人のために死ねるのかって」と否定的にも振り返っている[3]。
- 『バイオマン』以降、シリーズの縦糸が敵側中心になったことについて、主人公にドラマを背負わせるのが好きではなかったからと述べている[5]。また、悪役を作ることは楽な作業で楽しいぐらいだとも語っている[5]。
- 戦隊執筆最終作である『激走戦隊カーレンジャー』についても楽しく書けたと追想し、「(メイン脚本家の)浦沢義雄さんのあの世界観は自分も嫌いじゃないんですよ」と後に語っている[9]。
- 『超電子バイオマン』の頃、エジプトに14日間旅をすることになり曽田も楽しみにしていたが、突然イエローフォー役の女優の交代が決まり、その交代劇を挿入することになったため、急遽前後編の脚本を書く羽目になったという。シナリオは何とか間に合い、無事エジプトにも行くことが出来たがかなりキツかったという。また出渕裕は「曽田さんはエジプトがお好きなんですよ」と証言している[9]。

## 関係する人物
- 『恐竜戦隊ジュウレンジャー』～『超力戦隊オーレンジャー』でメインライターを務めた杉村升は、戦隊シリーズのほとんどの脚本に曽田の名前があるのを見て、曽田は自分より20歳ぐらい年上のベテランだと思っていたという。これについて曽田は、宇宙刑事シリーズとアニメ等を同時並行で書いていた上原正三に比べたら大したことはないと語っている[10]。
- 戦隊で10年間に渡って組んだ東映の鈴木武幸プロデューサーについて、「真面目な方でしたよ。だから波長が合ったのかな。僕もライターとしては真面目ですからね。ちゃんと締め切りは守りますし」と語る一方「そういう真面目な者同士が組んで作ると（…）いい意味でヌケた部分というのがなくなっちゃいましたね」とも話している[7]。
- 『科学戦隊ダイナマン』のサブライターに寺田憲史の参加をプロデューサーに促したのは曽田であったと、寺田がインタビュー[要文献特定詳細情報]にて語っている。
- フラグシップでゲームシナリオを執筆した吉田伸は、「徒弟制度バリバリの世代」である曽田や杉村升に「上っつらだけで人間を描くな!」と原稿を床に叩きつけられることがよくあり、「まさに根性モノの世界」を経験したという[11]。吉田について曽田は「モノ書きの気持ちや立場を判ってくれています」、「機関車みたいに（煙草の）煙を吐いていて、禁煙が励行されつつある世間に抵抗しています」と述べている[4]。
- 『キカイダー01』の頃は吉川進プロデューサーの鎌倉の自宅に泊まりこみで本を執筆していた。その頃同作品のメインライターだった長坂秀佳が「週3本が、俺にはちょうどいいペースだな」と言い放っていたのを傍で聞き「スゴい人がいるんだなぁ」と圧倒されたという[12]。
- 『電撃戦隊チェンジマン』で女王アハメス役を演じた黒田福美は高校の後輩に当たるが、曽田は当時そのことを知らなかった[5]。曽田は、知っていたらサービスしてアハメスの登場シーンが必要以上に増えていたかもしれないとして、当時は知らなくて良かったと述べている[5]。

## 主な作品
太字はメインライター、シリーズ構成を担当した作品。

### 特撮
- キカイダー01
- イナズマン
- イナズマンF
- ぐるぐるメダマン
- スパイダーマン
- ぼくら野球探偵団
- スーパー戦隊シリーズ
  - 秘密戦隊ゴレンジャー
  - ジャッカー電撃隊
  - バトルフィーバーJ
  - 電子戦隊デンジマン
  - 太陽戦隊サンバルカン
  - 大戦隊ゴーグルファイブ
  - 科学戦隊ダイナマン
  - 超電子バイオマン
  - 電撃戦隊チェンジマン
  - 超新星フラッシュマン
  - 光戦隊マスクマン
  - 超獣戦隊ライブマン
  - 高速戦隊ターボレンジャー
  - 地球戦隊ファイブマン
  - 忍者戦隊カクレンジャー
  - 超力戦隊オーレンジャー
  - 激走戦隊カーレンジャー
- メタルヒーローシリーズ
  - 特捜ロボ ジャンパーソン
  - ブルースワット

### テレビ・実写
- 刑事くん
- ザ・ボディガード
- ザ★ゴリラ7
- 影同心II
- 暴れん坊将軍(1992年から1995年にかけて参加)
- 非情のライセンス
- 生徒諸君!(1980年版)

### アニメ
- 科学忍者隊ガッチャマン
- 科学忍者隊ガッチャマンII
- 科学忍者隊ガッチャマンF
- 樫の木モック
- 新造人間キャシャーン
- アニメンタリー決断
- 一発貫太くん
- くじらのホセフィーナ
- タイムパトロール隊オタスケマン
- 闘士ゴーディアン
- 魔法少女ララベル
- 魔女っ子チックル
- 宇宙大帝ゴッドシグマ
- 百獣王ゴライオン
- ハロー!サンディベル
- ヤットデタマン
- 花の子ルンルン
- Dr.スランプ アラレちゃん
- うる星やつら
- 未来警察ウラシマン
- よろしくメカドック
- サザエさん(1991年度の数本)
- モンキー・パンチ 漫画活動大写真

### 映画
- 魔法少女ララベル
- 大戦隊ゴーグルファイブ
- 科学戦隊ダイナマン
- まんがイソップ物語
- 超電子バイオマン
- 電撃戦隊チェンジマン
- 電撃戦隊チェンジマン2 シャトルベース危機一髪！
- 超新星フラッシュマン
- 超新星フラッシュマン　大逆転! タイタンボーイ
- 光戦隊マスクマン
- 高速戦隊ターボレンジャー
- 孔雀王アシュラ伝説
- 銀玉マサやん
- 銀玉マサやん2

### オリジナルビデオ
- ホラーハウス　怨霊教室
- ホラーハウス2　夢邪鬼　醒めない悪夢
- 超力戦隊オーレンジャー オーレVSカクレンジャー

### ゲーム
- バイオハザード CODE:Veronica
- 鬼武者
- 鬼武者2
- ゼルダの伝説 ふしぎの木の実
- ロックマンX COMMAND MISSION

### 小説
- 新三郎武狂帖・千両帯（2005年1月、ハルキ文庫)
- 新三郎武狂帖・万両剣（2006年12月、ハルキ文庫）
- 新三郎武狂帖・十両首（2008年1月、ハルキ文庫）
- 孤剣の絆　同行二人長屋物語（2009年1月、ハルキ文庫）
- 江戸の蛍　同行二人長屋物語（2009年12月、ハルキ文庫）
- いのちの秋　同行二人長屋物語（2010年12月、ハルキ文庫）
- 老いて愛して書いて: 追放された悲運の天才白石と新井家の人々（2021年11月、Amazon Kindle）
- 戦国を旅した男　石見岩山城主多胡辰敬: 御屋形様と将棋の子 （2022年2月、Amazon Kindle）
- 戦国を旅した男　石見岩山城主多胡辰敬　第二章　都の恋（2022年4月、Amazon Kindle）
- 戦国を旅した男　石見岩山城主多胡辰敬　第三章　戦国錯乱（2022年7月、Amazon Kindle）
- 戦国を旅した男　石見岩山城主多胡辰敬　第四章　初陣（2022年11月、Amazon Kindle）

### 漫画原作
- 未来警察ウラシマン1（秋田書店）